# Slobodanka Čolović
Slobodanka Čolović (Osijek, 10 januari 1965) is een atleet uit Kroatië.
Op de Olympische Zomerspelen in 1988 liep Čolović voor Joegoslavië de 800 meter. Ze eindigde als vierde in de finale.
- World Athletics: 14358132